# Loka (gmina Starše)
Loka – wieś w Słowenii, w gminie Starše. W 2018 roku liczyła 276 mieszkańców.